# Cyrtodactylus nepalensis
Cyrtodactylus nepalensis là một loài thằn lằn trong họ Gekkonidae. Loài này được Schleich & Kästle miêu tả khoa học đầu tiên năm 1998.